# Dystrykt Hangu
Dystrykt Hangu – dystrykt w północnym Pakistanie w prowincji Chajber Pasztunchwa. W 1998 roku liczył 314 529 mieszkańców (z czego 48,97% stanowili mężczyźni) i obejmował 29 944 gospodarstw domowych. Siedzibą administracyjną dystryktu jest Hangu.